# 吉姆·布雷耶
吉姆·布雷耶（英語：James W. Breyer，1961年7月26日—）是匈牙利裔美国人美國风险投资家，布雷耶资本创始人。投资过Facebook，盈利超过100倍，其他投资大多超过25倍。

## 生平
1961年出生于美国纽黑文的一个匈牙利犹太家庭，父亲是工程师，任职于国际数据集团，母亲任职于霍尼韦尔。1983年毕业于斯坦福大学。毕业后任职于纽约麦肯锡。1987年毕业于哈佛商学院。1987年进入旧金山的一家投资公司，1990年成为其合伙人，1995年升迁为管理层合伙人。其公司拥有仅次于马克·扎克伯格的11%的Facebook股票。2006年成立布雷耶资本，主要投资于中国，巴西和印度。曾担任Facebook和沃尔玛董事会成员。

## 家庭
第一任妻子是大学同学Susan Zaroff，他们有三个孩子。2004年离婚。
第二任妻子是赵锡成小女儿赵安吉。2012年结婚，2024年赵安吉因車禍去世。连襟是米奇·麥康諾。

## 财富
2016年《福布斯》世界富豪全球排名，拥有24亿美元，位列第722名。